# لیلیان لیتون
لیلیان لیتون (انگلیسی: Lillian Leighton؛ ‏ ۱۷ مهٔ ۱۸۷۴ – ۱۹ مارس ۱۹۵۶) بازیگر اهل ایالات متحده آمریکا بود.
از فیلم‌هایی که وی در آن‌ها نقش داشته‌است، می‌توان به مشتاق ازدواج، پاها به جلو و مطابق سن خود رفتار کن اشاره نمود.